# 伊斯蘭國西奈省
伊斯蘭國西奈省（阿拉伯语： ad-Dawlah al-Islāmiyah fī 'l-ʿIrāq wa-sh-Shām – Wilayah Sīnāʼ），是恐怖主義組織伊斯蘭國轄下的區域性組織，成立於2014年11月13日。該組織宣稱在2015年10月對飛往俄羅斯的科加雷姆航空9268號班機發動恐怖襲擊，釀成空難。

## 沿革
「耶路撒冷支持者」為一聖戰主義組織，過往多次在埃及的西奈半島發動針對安全部隊的襲擊；曾有傳言指耶路撒冷支持者已效忠恐怖組織伊斯蘭國的首領阿布·贝克尔·巴格达迪，但有關傳言遭到「耶路撒冷支持者」否認。
2014年11月10日，「耶路撒冷支持者」在社交網站Twitter上發佈一段音頻，題為「向穆斯林的哈里發阿布·貝克爾·巴格達迪效忠以及加入伊斯蘭國」；在音頻中，「耶路撒冷支持者」形容和平是可恥的、民主則是褻瀆真主，與和平與民主共存沒有用處，呼籲埃及人與埃及武裝部隊對抗，又號召全體穆斯林一同效忠伊斯蘭國首領巴格達迪。此後，「耶路撒冷支持者」更名為「伊斯蘭國西奈省」。

## 分析
報導中東地區時事的新聞網站《阿爾繆尼特》認為，「伊斯蘭國西奈省」雖然已效忠伊斯蘭國，卻不會成為伊斯蘭國在西奈半島以至埃及的延伸，因為「伊斯蘭國西奈省」沒有控制大片土地，而埃及政府也能夠掌控全國；不過，分析憂慮有意加入伊斯蘭國、但不能進入敘利亞等地的聖戰份子會轉為來到埃及，參與「伊斯蘭國西奈省」的活動。

## 活動
「伊斯蘭國西奈省」的武裝份子曾經在西奈半島的路邊放置炸彈，造成多名士兵死亡；此外，該組織亦宣稱曾在西奈半島北部發動襲擊，造成數十人死亡。
2015年10月31日，原計劃由埃及飛往俄羅斯的科加雷姆航空9268號班機在途經西奈半島時墜毀，機上乘客全數遇難，有情報部門懷疑是次空難是一宗恐怖襲擊；「伊斯蘭國西奈省」宣稱策動了這次襲擊，從而報復俄軍轟炸伊斯蘭國。